# Crisis diplomática entre Panamá y Venezuela de 2014
La crisis diplomática entre Panamá y Venezuela de 2014 hace referencia a las divergencias surgidas entre el gobierno venezolano de Nicolás Maduro y el gobierno panameño de Ricardo Martinelli, iniciado tras la serie de protestas realizadas por estudiantes y dirigentes opositores venezolanos iniciadas en febrero de 2014. El punto culminante de la crisis ocurrió el 5 de marzo, cuando en las celebraciones del primer aniversario del fallecimiento del expresidente Hugo Chávez, Maduro anunció públicamente el rompimiento de las relaciones diplomáticas y comerciales con Panamá y acusó a Martinelli de ser un «lacayo rastrero» de Estados Unidos.
El rompimiento de relaciones puso al descubierto una serie de irregularidades denunciadas por el gobierno panameño entre ellos una deuda multimillonaria de Venezuela con la Zona Libre de Colón en Panamá e interferencia del presidente Maduro en el proceso electoral panameño de mayo de 2014, al apoyar al opositor Partido Revolucionario Democrático. Mientras, Panamá realizó acciones para dar voz a la oposición venezolana en la Organización de Estados Americanos (OEA) y respondió en términos duros las acusaciones del gobierno venezolano.
No obstante, la crisis tuvo un giro con la elección del opositor Juan Carlos Varela como presidente electo de Panamá el 4 de mayo, que motivó al gobierno de Maduro a comprometerse con Panamá en la normalización de las relaciones. Habiendo cesado las acusaciones entre Martinelli y Maduro, y a su vez el apoyo de Panamá a los grupos opositores venezolanos, el consulado en Panamá fue reabierto pocos días después, y el presidente electo Varela se comprometió con el restablecimiento de las relaciones diplomáticas y comerciales, una vez que asumió al poder el 1 de julio, y ratificado por el vicepresidente de Venezuela, Jorge Arreaza, quien visitó a la toma de posesión presidencial y dio fin a la crisis.

## Antecedentes

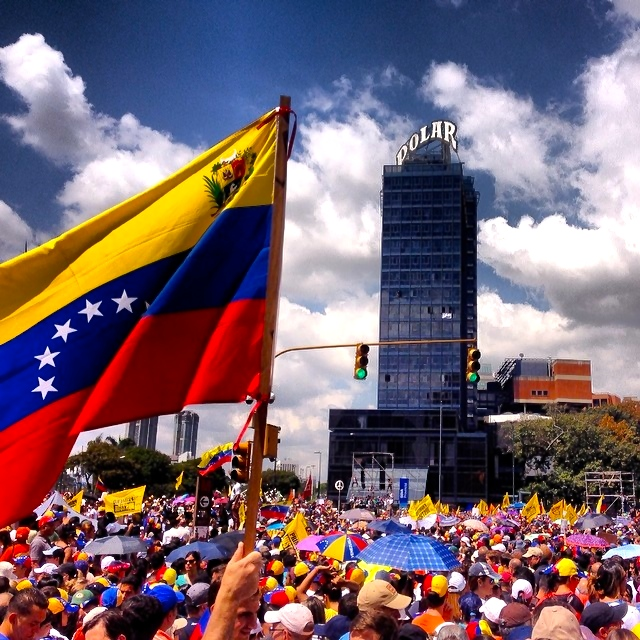
Marcha opositora venezolana en la ciudad de Caracas (12 de febrero de 2014).

Las protestas en Venezuela —también llamadas por la oposición como 12F y La Salida— son una serie de manifestaciones contra el gobierno socialista de Venezuela presidido por Nicolás Maduro, iniciadas el 12 de febrero de 2014, convocadas por los líderes de la oposición venezolana María Corina Machado y Leopoldo López y organizadas en conjunto con movimientos estudiantiles. Se realizan en varias ciudades del país, y entre las motivaciones alegadas por los manifestantes opositores figuran el descontento ante la supuesta vulneración de los derechos civiles (una «suspensión de garantías»), la escasez crónica de productos básicos, los altos niveles de violencia delictiva y la presunta injerencia de Cuba y el castrismo en la política de Venezuela. Uno de los principales objetivos de las protestas dentro del movimiento estudiantil es el cambio de modelo político y económico y la renuncia del presidente Nicolás Maduro y de su gabinete.
A la par de las manifestaciones de oposición, el gobierno también convocó a marchas a su favor en Caracas y en otras ciudades. El Ejecutivo afirma que no se han suspendido garantías y que en Venezuela se vive el ejercicio pleno de las libertades civiles. El gobierno de Maduro identifica a los manifestantes y líderes opositores que, según el discurso oficial, promueven violencia y odio como «fascistas».
Hasta el momento, las manifestaciones y los disturbios dejaron un saldo de 21 fallecidos (incluyendo oficialistas, opositores, funcionarios de la guardia nacional y otros) y 261 heridos, según reporte de la Fiscalía General de la República, mientras el Foro Penal Venezolano (una organización de derechos humanos vinculada a la oposición) reporta 33 supuestos casos de tortura. Se ha reportado la comisión de actos vandálicos contra bienes públicos en medio de las manifestaciones, que el gobierno venezolano atribuye a opositores, así como la existencia de bandas armadas motorizadas o «colectivos», formadas supuestamente por simpatizantes del chavismo, que atacan a los manifestantes de la oposición y que habrían causado varias muertes y agresiones. El 21 de febrero el gobierno venezolano retiró el permiso de funcionamiento y la señal dentro de Venezuela a los canales internacionales NTN24 y CNN en Español, retractándose de su decisión el 22 de febrero con CNN, emitiendo nuevas credenciales para los periodistas de la cadena norteamericana. También se lo acusa de intentar bloquear Twitter.

## Primeras reacciones de Panamá tras las protestas
En los primeros días del conflicto el canciller panameño, Francisco Álvarez de Soto, afirmó que a su gobierno «le preocupa la situación venezolana y entiende que es un proceso interno pero que Panamá hace votos por la paz, la tolerancia y el diálogo».
La opinión de Panamá sobre las protestas en Venezuela en generó un efecto en donde tanto el gobierno venezolano como el panameño llamaron recíprocamente a sus embajadores a consultas, y a continuación el canciller venezolano Elías Jaua acusó a su par panameño de «intromisión en asuntos internos»; escalando el asunto el 21 de febrero cuando el propio presidente Maduro acusó al presidente Martinelli de formar parte de la derecha latinoamericana, de actuar por parte del departamento de Estado de Estados Unidos y de dividir la región.
Martinelli respondió a Maduro que él no actúa bajo la presión de nadie y que no son enemigo del gobierno venezolano, pero que hace un llamado a la paz.
El 25 de febrero, Martinelli solicitó a la OEA una reunión de cancilleres para analizar situación en Venezuela.

## Rompimiento de relaciones
El 5 de marzo, el presidente Maduro anunció durante la ceremonia de aniversario de la muerte de Hugo Chávez el rompimiento de relaciones diplomáticas y comerciales con Panamá y acusó al presidente Martinelli de «lacayo rastrero». Ante estas declaraciones de Maduro, Martinelli escribió en su cuenta en Twitter que «sorprende decisión del Gobierno de Venezuela. Panamá solo anhela que ese hermano país encuentre la paz y fortalezca su democracia».
El gobierno panameño emitió un comunicado oficial señalando de "inaceptables las ofensas proferidas" por el presidente Maduro y que el lenguaje soez es impropio. También indica el comunicado que las medidas del gobierno venezolano "no deben constituirse una cortina de humo que pretende negar su propia realidad".
En igual sentido el vicepresidente de Panamá, Juan Carlos Varela, señaló que la medida de romper relaciones es "absurda" y que el deber de Panamá es el llamado al diálogo y a la paz social.
En una entrevista con el canal NTN24, el presidente Martinelli propuso que la única forma de entablar un diálogo nacional en Venezuela sería la liberación del dirigente Leopoldo López por Maduro, y declaró que el arresto de López fue "un error muy grande". De igual manera, el gobierno panameño ha publicado un comunicado que se ha estado transmitiendo a través de los medios de comunicación nacionales reflejando de manera contundente el repudio a las declaraciones del presidente Maduro considerándolo de "ataque" a Panamá, al presidente y a su gobierno, a su vez abogando por la paz y libertad en Venezuela, haciendo eco a la dictadura militar que sufrió Panamá entre 1968 y 1989.

## Deuda venezolana en la Zona Libre de Colón

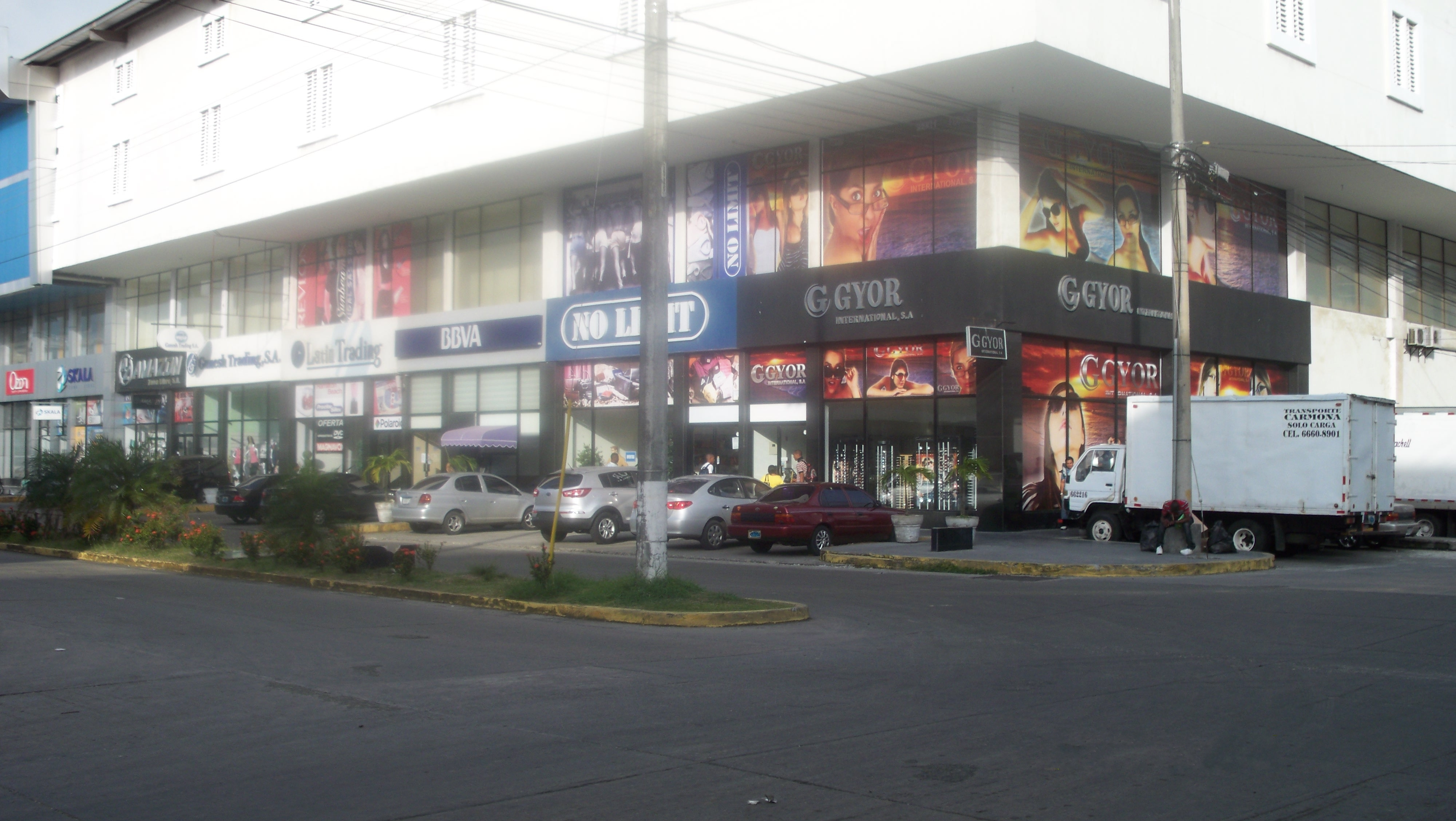
Negocios en la Zona Libre de Colón.

La ruptura de relaciones entre Panamá y Venezuela dejó al relieve un trasfondo donde Venezuela mantiene una deuda empresarial de alrededor 2 mil millones de dólares con la Zona Libre de Colón en Panamá y que fue suspendida su revisión tras la ruptura. Dicha deuda ha dejado efectos de reducción o suspensión de ventas desde la zona franca, cayendo de un 30% en 2012 a un 10% del total de ventas actualmente.
Sin embargo, Maduro realzó que el propio presidente Martinelli estaba imponiendo "coimas" a los empresarios venezolanos, cobrando un 20% de las facturas para financiar la campaña electoral panameña; lo que el gobierno panameño respondió como acusaciones carentes de verdad y el presidente Martinelli tildó a Maduro de "inmaduro".
El 11 de marzo, el gerente general de la Zona Libre de Colón, acusó a empresarios venezolanos en complicidad del gobierno de inflar la deuda de la zona franca en perjuicio de la Zona Libre y de exportadores panameños. Agregó que dicha irregularidad ya era del conocimiento del gobierno venezolano desde octubre de 2013, y que la deuda fraudulenta asciende a 937 millones de dólares, de los cuales señaló al Cadivi, al Banco Central de Venezuela y al Seniat como los componentes gubernamentales tras la acción, respondiendo que las acusaciones de Maduro contra la deuda con Panamá son una "mentira".
El 19 de marzo, el ministro de Comercio de Panamá, Ricardo Qujano, presentó ante la Organización Mundial de Comercio (OMC) notas de protesta ante lo que denominó "medidas discriminatorias" de Venezuela y que por ello viola acuerdos internacionales, ya que Panamá no ha recibido ninguna nota escrita del gobierno venezolano, relativa al rompimiento de las relaciones comerciales. El canciller panameño, Álvarez de Soto, señaló que Panamá defenderá sus intereses comerciales ante instancias internacionales.
El 3 de abril, en el marco del IX Foro Económico Mundial sobre América Latina, Martinelli cuestionó duramente el sistema económico venezolano señalando que era impensable que un país como Venezuela "tenga el desgreño administrativo tan grande y se hayan dilapidado, robado los recursos del pueblo venezolano, (que) no haya ni papel higiénico..."  A pesar de la ruptura comercial, Panamá descartó cualquier medida de retorsión contra Venezuela, y anunció que se abstendrían de medidas económicas y que esperarán que el próximo gobierno a elegir el 4 de mayo sea quien se encargue de ello, según el ministro de la Presidencia panameño, Roberto Henríquez.

## Pedido de Panamá en la OEA para tratar protestas en Venezuela

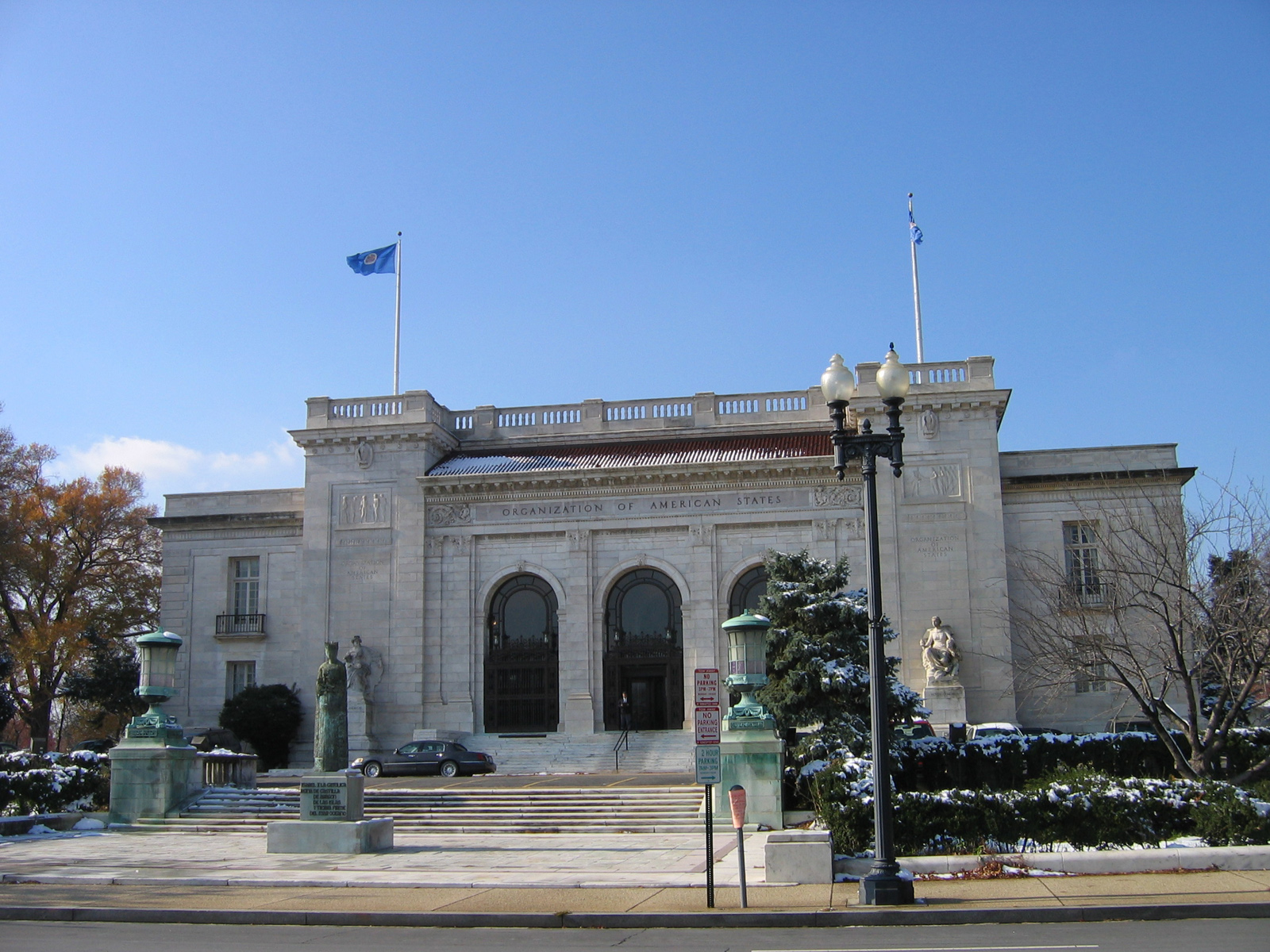
Sede de la Organización de Estados Americanos (OEA) en Washington D. C..

El Consejo Permanente de la Organización de Estados Americanos (OEA) se reunió en una sesión a puertas cerradas por dos días el 6 y 7 de marzo sobre la situación en Venezuela a pedido de Panamá, dando como resultado por amplia mayoría la continuación del proceso de diálogo nacional propuesto por el gobierno venezolano y descartando una reunión entre cancilleres (propuesto por Panamá) y hacer informes periódicos al Consejo Permanente sobre la situación de Venezuela (propuesto por Perú). En la declaración final, aprobado por 29 países y con el rechazo de Canadá, Estados Unidos y Panamá, expresa las condolencias por las víctimas de las protestas, pide el avance en las investigaciones, llama al rechazo de la violencia y a hacer respetar los derechos humanos; y además pide el "respeto al principio de no intervención en los asuntos internos de los Estados".

### Gestiones a favor de la oposición venezolana
El 10 de marzo, el embajador de Panamá ante la OEA Arturo Vallarino planteó la invitación de dirigentes opositores venezolanos a la sesión de Consejo Permanente como la diputada María Corina, a Henrique Capriles, a Antonio Ledezma, a gremios y dirigentes estudiantiles como una forma de conocer la situación de Venezuela. El embajador panameño planteó que esta medida tiene el aval del presidente Martinelli y que están conscientes del costo que conllevaría esta acción.
El 13 de marzo, el presidente Martinelli anunció que recibiría en el palacio presidencial en Ciudad de Panamá a la diputada María Corina Machado, para realizar el pedido de Panamá de que se escuche a dirigentes opositores en la OEA, lo que ha generado reacciones de parte del presidente de la Asamblea Nacional venezolana, Diosdado Caballero, acusando a Martinelli de "lacayo" de los Estados Unidos.
Posteriormente el embajador de Panamá en la OEA, Arturo Vallarino, declaró que cedería la silla de Panamá a la diputada Corina Machado y a una delegación de estudiantes y sindicalistas opositores en la próxima reunión ordinaria de la OEA el viernes 21, y que Panamá insistiría en la defensa de derechos humanos en Venezuela. Sin embargo, durante la reunión ordinaria en donde se discutiría la situación de Venezuela, se decidió primero sesionar a puerta cerrada y luego se canceló la sesión con la aprobación de la mayoría de los países, dejando a la diputada María Corina sin poder exponer en dicho evento.
El embajador venezolano en la OEA, Roy Chaderton, acusó al gobierno panameño de desconocer la voluntad de la OEA sobre Venezuela y señaló que Panamá es "cómplice de la ultraderecha venezolana" y de tener un "gobierno manso y servicial a los Estados Unidos". Posteriormente, el Presidente de la Asamblea Nacional de Venezuela Diosdado Cabello argumentó que Corina Machado se había "autodespojado" de la investidura de diputada al aceptar la "representación alterna" de Panamá en la reunión de la OEA, hecho que fue ratificado por la Asamblea Nacional y el Tribunal Supremo de Justicia de Venezuela el 1 de abril. Martinelli respondió con dureza ante la destitución, acusando a Maduro de no respetar “las libertades democráticas y ciudadanas” y dijo que la situación en Venezuela es “caótica y catastrófica”.

## Acusaciones de interferencia en elecciones panameñas

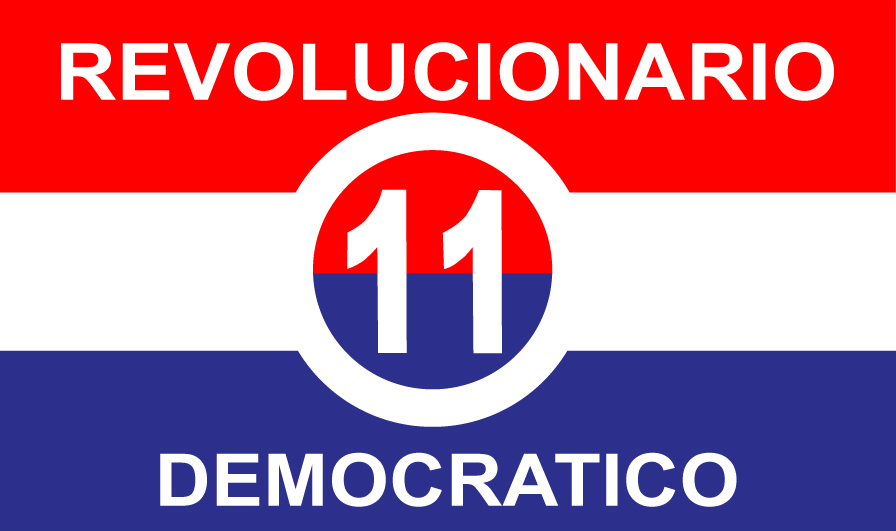
Bandera del Partido Revolucionario Democrático. El gobierno panameño ha acusado a Maduro de favorecer al partido opositor en las elecciones generales de mayo de 2014.

Paralelamente al rompimiento de las relaciones diplomáticas, el presidente Nicolás Maduro ha mencionado de manera insistente la figura del fallecido militar panameño Omar Torrijos Herrera, bautizando con el nombre del militar a un edificio popular en el oeste de Caracas, un día después de la ruptura; llamando a Torrijos como un "general bolivariano". Posteriormente, el 15 de marzo por órdenes de Maduro, unidades de la Fuerza Armada Nacional serían instruidas con el "pensamiento" de Omar Torrijos y reiteró sus loas al militar panameño.
Estas acciones provocaron una dura reacción del gobierno panameño el 16 de marzo, quien acusó a Maduro de interferir el proceso electoral panameño del 4 de mayo de 2014, en donde el opositor Partido Revolucionario Democrático (PRD), fundado por Omar Torrijos, disputó la silla presidencial con el gobernante Cambio Democrático del presidente Martinelli. En un comunicado oficial, el gobierno panameño acusó a Maduro de tener preferencias al PRD por los elogios a Torrijos y exigió no interferir el proceso electoral local, haciendo hincapié a los gobiernos extranjeros que financian a los partidos de oposición de Panamá a que "saquen las manos peludas".
El 18 de marzo, la Presidencia de Panamá emitió un comunicado donde el presidente Martinelli acusó a Maduro de financiar de manera directa la campaña del candidato presidencial del PRD, Juan Carlos Navarro, señalando como prueba los deseos del presidente venezolano de que el próximo gobierno electo de Panamá fuese "torrijista". Martinelli añadió que "Maduro debería estar resolviendo los problemas de desabastecimiento de su país y no metiendo sus manos en Panamá".

## Protestas de venezolanos residentes en Panamá
La comunidad de venezolanos en Panamá, según cifras oficiales está alrededor de 12 mil personas en 2012, se ha manifestado a favor del presidente Martinelli y en contra de Maduro, con convocatorias en parques de la capital panameña y otras ciudades del interior. También se convocó una protesta frente a la embajada de Cuba en Panamá, denunciando posible injerencia de la isla caribeña en Venezuela.
Entre otras medidas, la comunidad venezolana envió el 7 de marzo una carta con más de 1800 firmas de apoyo al presidente Martinelli y al gobierno panameño, resaltando que su acción fue "apegado a derecho" y que el presidente Maduro "arremetió" contra Martinelli y contra el pueblo panameño "de manera desproporcionada y grosera".

## Normalización de las relaciones

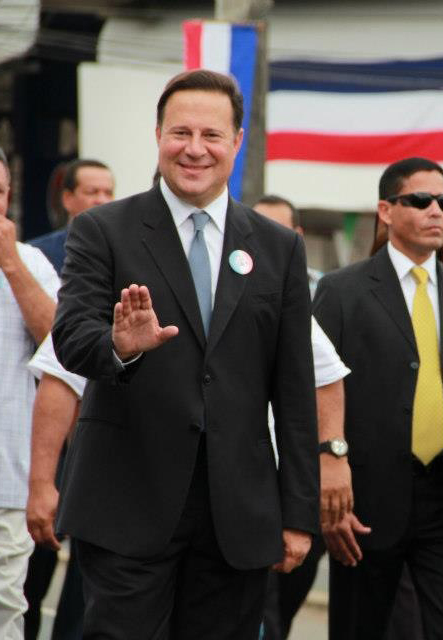
Juan Carlos Varela, presidente de Panamá desde julio de 2014. La elección de Varela como presidente marcó un punto de inflexión y de normalización en las relaciones con Venezuela.

Las primeras señales de distensión en la crisis fueron hechas por Nicolás Maduro en la noche del 4 de mayo, luego de finalizadas las elecciones presidenciales en Panamá, en donde fue escogido el vicepresidente y candidato opositor Juan Carlos Varela, del Partido Panameñista, como presidente electo, venciendo al candidato de gobierno José Domingo Arias. Según la cancillería venezolana Maduro llamó vía telefónica a Varela para felicitarlo por la victoria, e indicó que ambos se comprometerían en acelerar la normalización y el relanzamiento de las relaciones diplomáticas y comerciales entre Panamá y Venezuela.
El 19 de mayo se anunció el intercambio de las notas diplomáticas y del restablecimiento de las relaciones a nivel consular, confirmado por el canciller panameño Francisco Álvarez de Soto y que la acción de relanzar las relaciones fue propuesta por el gobierno venezolano. El 27 de mayo se reabrió el consulado venezolano en Panamá y se reinició el proceso de entrega de pasaportes.
El presidente electo Varela declaró el 5 de junio que una vez que tomara posesión del cargo el 1 de julio, se restablecerían las relaciones diplomáticas y comerciales con Venezuela, luego de un acuerdo alcanzado por una delegación encabezada por el vicecanciller designado Luis Miguel Hincapié, quien además extendió una invitación a Nicolás Maduro para la toma de posesión presidencial.
La crisis finalizó de manera formal con la toma de posesión presidencial de Juan Carlos Varela, el 1 de julio, con la presencia de una representación venezolana encabezada por el vicepresidente Jorge Arreaza, quien anunció públicamente en nombre de Nicolás Maduro la restauración de las relaciones diplomáticas y comerciales con Panamá.
Hacia el 12 de julio, el gobierno panameño anunció que las relaciones entre ambos países ya estaban restablecidas en su totalidad y que Venezuela había enviado una nota formal a la cancillería de Panamá solicitando tal cuestión. Luego se ordenó la apertura inmediata de las misiones diplomáticas.

## Reacciones internacionales

### Organizaciones internacionales
- Parlatino: El Parlamento Latinoamericano declaró el 12 de marzo que se ofrecerá como mediador para restablecer las relaciones diplomáticas entre Panamá y Venezuela, y que según el presidente del Parlatino, Venezuela había aceptado dicho gesto.[72]

### Gobiernos
- Bolivia: El presidente Evo Morales apoyó la decisión venezolana de romper relaciones con Panamá, justificando que tanto Panamá como Estados Unidos estaban cometiendo una intromisión extranjera en Venezuela y financiando grupos pequeños.[73]
- Costa Rica: Costa Rica asumió por «solidaridad» ante el gobierno panameño la realización de los trámites consulares de los panameños en Venezuela durante la ruptura de relaciones.[74] La canciller encargada, Gioconda Ubeda, declaró que Costa Rica custodia los archivos y las propiedades consulares de Panamá en Venezuela.[75]
- Cuba: El canciller cubano Bruno Rodríguez mostró su pleno apoyo al gobierno venezolano en la ruptura.[73]
- Guatemala: El presidente Otto Pérez Molina lamentó la ruptura de relaciones y exhortó a los dos países a privilegiar el diálogo, a buscar acuerdos y a retomar las relaciones.[76]